# جری آنسر جونیور
جرمی مایکل آنسر جونیور (انگلیسی: ‎Jeremy Michael Unser Jr.‎؛ زادهٔ ۱۵ نوامبر ۱۹۳۲ در کلرادو اسپرینگز، کلرادو، درگذشتهٔ ۱۷ مهٔ ۱۹۵۹ در ایندیاناپلیس، ایندیانا) رانندهٔ مسابقات اتومبیل‌رانی اهل ایالات متحده آمریکا بود که از فصل ۱۹۵۸ تا ۱۹۵۹ در مجموع در دو گراند پری از مسابقات جهانی فرمول یک شرکت کرد، اما موفق به کسب هیچ امتیازی نشد.
آنسر جونیور در ۱۷ مه ۱۹۵۹ بر اثر تصادف رانندگی به‌هنگام مسابقه در ایندیاناپلیس، ایندیانا درگذشت.